# Фордорф
Фордорф (нем. Vordorf) — община в Германии, в земле Нижняя Саксония.
Входит в состав района Гифхорн. Подчиняется управлению Папентайх. Население составляет 3224 человека (на 31 декабря 2010 года). Занимает площадь 19,26 км².
Коммуна подразделяется на 3 сельских округа.

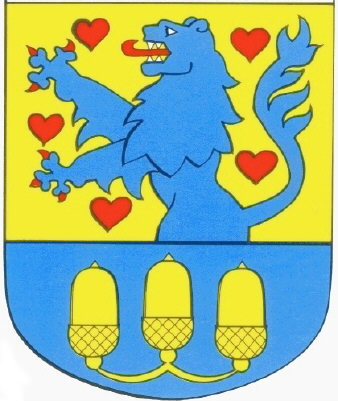
Фордорф

| Год  | Население |
| ---- | --------- |
| 1990 | 2334      |
| 1995 | 2928      |
| 2000 | 3271      |
| 2005 | 3377      |
| 2010 | 3263      |